# Lesly Águila
Leslie Katerine Águila Córdova (Castilla, Piura, 17 de junio de 1994) es una cantante peruana de cumbia. Ganó fama nacional, en Perú, como vocalista de la agrupación Corazón Serrano junto a Edita Guerrero e Irma Guerrero desde el 2010 en la cual permanece hasta la actualidad.
Después de dejar Corazón Serrano, Águila emprendió una carrera en solitario y formó el grupo Lesly Águila & sus Mensajeros del Amor junto a Jhonatan Águila, Jairo Castillo y Gilmer Vargas.
En marzo de 2016, Lesly Águila dejó su carrera de solista para formar la agrupación Puro Sentimiento junto a sus excompañeras Thamara Gómez, Estrella Torres, Naldy Saldaña y Caroline Tello.
En 2018, regresó a la agrupación Corazón Serrano. En mayo ingresó como locutora en Radio La Karibeña.

## Biografía

### Primeros años (1994-2010)
Leslie Katerine Águila Córdova nació el 17 de junio de 1994 en Huancabamba-Piura, Perú. Apenas recién nacida, sufre la pérdida de su hermana gemela, quién fallece víctima de una negligencia médica. 
Pese a que a ella no le gustaba cantar, fue su padre Reynaldi Águila, quién la obligó a ingresar al mundo de la música. Junto con su hermano Jhonatan Águila se presentaban como los Hermanos Águila en shows de diversos colegios.

Cuando era niña odiaba cantar, pero mi padre me metió a la fuerza. Al comienzo cantaba boleros y pasillos, pero después me empezó a gustar la cumbia.
Lesly Águila.

Durante su adolescencia, Lesly fue una de las víctimas de “El Baguazo”, perdiendo a su primo que fue uno de los 24 policías que fallecieron en la emboscada. Motivo por el cual Lesly no tuvo una celebración de quince años.

## Carrera musical

### 2010:Tu ausencia, el debut de Lesly en Corazón Serrano
En junio del 2010, a la edad de 15 años, se unió a Edita Guerrero e Irma Guerrero siendo elegida como la nueva vocalista de la agrupación Corazón Serrano. Águila fue elegida dentro de varios cástines que hizo la agrupación para buscar un reemplazo por la próxima ausencia de Irma Guerrero. Durante su casting interpretó temas como Sueño o pesadilla, Borracha perdida y Manos amarillas. Su primera presentación con la agrupación fue en el Arbolito de La Primavera (Piura).
Este sería su primer periodo con la agrupación Corazón Serrano, donde interpretó los temas La loba, Vas a llorar, Mix Pintura Roja y  especialmente Tu ausencia. El éxito del tema Tu ausencia fue esencial para la agrupación, que obtuvo una mayor popularidad en la capital peruana (Lima).

### 2011-2012:Se me ha perdido un corazón, la llegada a La Única tropical
A finales del 2011, Lesly se integró a La Única Tropical de Sechura convirtiendo el tema Se me ha perdido un corazón en un éxito. Además interpretó otros temas destacados como Ya me cansé, Bajo la lluvia y Amor ilegal. Finalmente regresaría a Corazón Serrano a finales del 2012. Semanas después de volver al grupo de los Guerrero Neyra, la orquesta sechurana la reemplazó por Joa Geraldine.

### 2012 - 2014: Regreso a Corazón Serrano
Durante su segundo periodo en Corazón Serrano, Águila con 18 años, reemplaza a LLeri Quito grabando el tema Vete. En 2013, colabora con temas como Te extrañaré, Fuiste malo, Enséñame a olvidar. Junto con la agrupación, Águila realizó pequeñas giras en Argentina, Chile y Estados Unidos.

### 2014:Malo muy malo,la invisibley la separación de Corazón Serrano
A inicios de noviembre Lesly Águila anunció su retiro de la agrupación para realizar un nuevo proyecto musical. Antes de este suceso, Águila colabora con la producción Nº22 de Corazón Serrano donde deja con su voz principalmente los temas Y te vas, Mix  Oreja de Van Gogh, Malo muy malo y La invisible. Sin embargo los 3 últimos temas mencionados volverían a ser grabado con la voz de la nueva integrante Nickol Sinchi.

### 2014-2016:Lesly Águila & sus Mensajeros del Amor
Tras la ruptura con Corazón Serrano en noviembre de 2014, Águila, formó la agrupación Lesly Águila & sus Mensajeros del Amor, interpretando como primer tema la canción A prueba de balas.
Para el 2015, Águila junto al estudio Luis Chávez y la composición de José Zelada interpreta algunas canciones como Fuiste estúpido y Corazón Prohibido. 
En la actualidad, pese a sus cortos 20 años, la cantante piurana se ha convertido en una de las mejores voces de todo el Perú.

### 2016: El proyectoPuro sentimiento
Tras la ruptura de Thamara Gómez con Corazón Serrano, se funda la agrupación Puro Sentimiento que junta a las tres voces representativas del momento en que Corazón Serano estaba en la cima del éxito (2013): Lesly Águila, Estrella Torres y Thamara Gómez.

### 2018 - presente: El Regreso aCorazón Serrano
Tras cuatro años de ausencia, a inicios del 2018, la página de Facebook oficial de Corazón Serrano anunció que su nueva integrante que acompañará tras puertas del 25 aniversario de la agrupación es Lesly Águila . Para el regreso, un fan subió al escenario y lloró por su regreso cuando cantaba "Olvidalo corazon", grabó con éxito los temas: " Mix como te voy a olvidar", "Mix sexteto" con las chicas, "Adios amor" a duo con Nickol Sinchi y la canción "Me declaro rival". En la actualidad, a pesar de rumores que afirman otra cosa, Lesly ha confirmado su compromiso con Corazon Serrano.

## Proyectos

### Producciones
Durante su carrera con la agrupación Corazón Serrano, Lesly convirtió el tema Tu ausencia en un éxito, asimismo en su estadía temporal por la agrupación La Única Tropical de Sechura con el tema Se me ha perdido un corazón. Ha colaborado con la producción N.º 21 de Corazón Serrano con temas como Vete, Fuiste malo conmigo, Olvídalo corazón,Te voy a extrañar y Enséñame a olvidar.
Asimismo ha colaborado con la agrupación en la producción Nº22 interpretando temas recientes como Malo muy malo, La invisible, Y te vas.

### Álbumes de estudio

#### ConCorazón Serrano
| Año  | Álbum               |
| ---- | ------------------- |
| 2013 | Voy a vivir para ti |
| 2014 | Pacaipampa - Piura  |

### Éxitos osingles
| - Se me ha perdido un corazón (2012) | - Tu ausencia(2010) - Mix Pintura Roja (2010) - Vete (2012) - "Se me ha perdido un corazón (2013) - Te voy a extrañar (2013) - Olvídalo corazón (2013) - Malo muy malo (2014) - No me haces bien - Tu recuerdo (2021) - Olvídame (2021) - "La Mejor decisión" (2023) - "Mix de amor y de Miel" (2024) - "Mi Pobre Corazón" (2023) | - A prueba de balas(2014) - Duele estar sin ti(2014) - Te vas a arrepentir(2014) - Intrusa(2014) - Te mentiria - Te Falta amor - No te vayas (2014) |

### Pequeñas giras internacionales con Corazón Serrano
- 2014 — Argentina
- 2014 — Chile
- 2014 — Estados Unidos